# Верховье (Жуковский район)
Верховье — деревня в Жуковском районе Калужской области. Входит в состав сельского поселения «Деревня Верховье» и является его административным центром.

## Расположение
Деревня находится в 109 километрах от Москвы и 78 километрах от Калуги.

## Описание
Верховье — достаточно большая деревня, имеющая пять проездов (Абрикосовый, Виноградный, Вишнёвый, Лесной, Ягодный) и четыре улицы (улица Дом газопровода, улица Кирпичный завод, Магистральная и Энтузиастов).
В деревне имеются: начальная общеобразовательная школа (МКОУ «Начальная общеобразовательная школа» д. Верховье), культурно-досуговый центр (МКУК «Верховское культурно-досуговое объединение»), магазины, фельдшерско-акушерский пункт.
Здесь расположен один из заводов компании «Grand Line» по производству профилированных изделий из металла и ПВХ.

## Население
| 2002 | 2010 |
| ---- | ---- |
| 779  | ↘716 |